# St. Marien (Schildau)

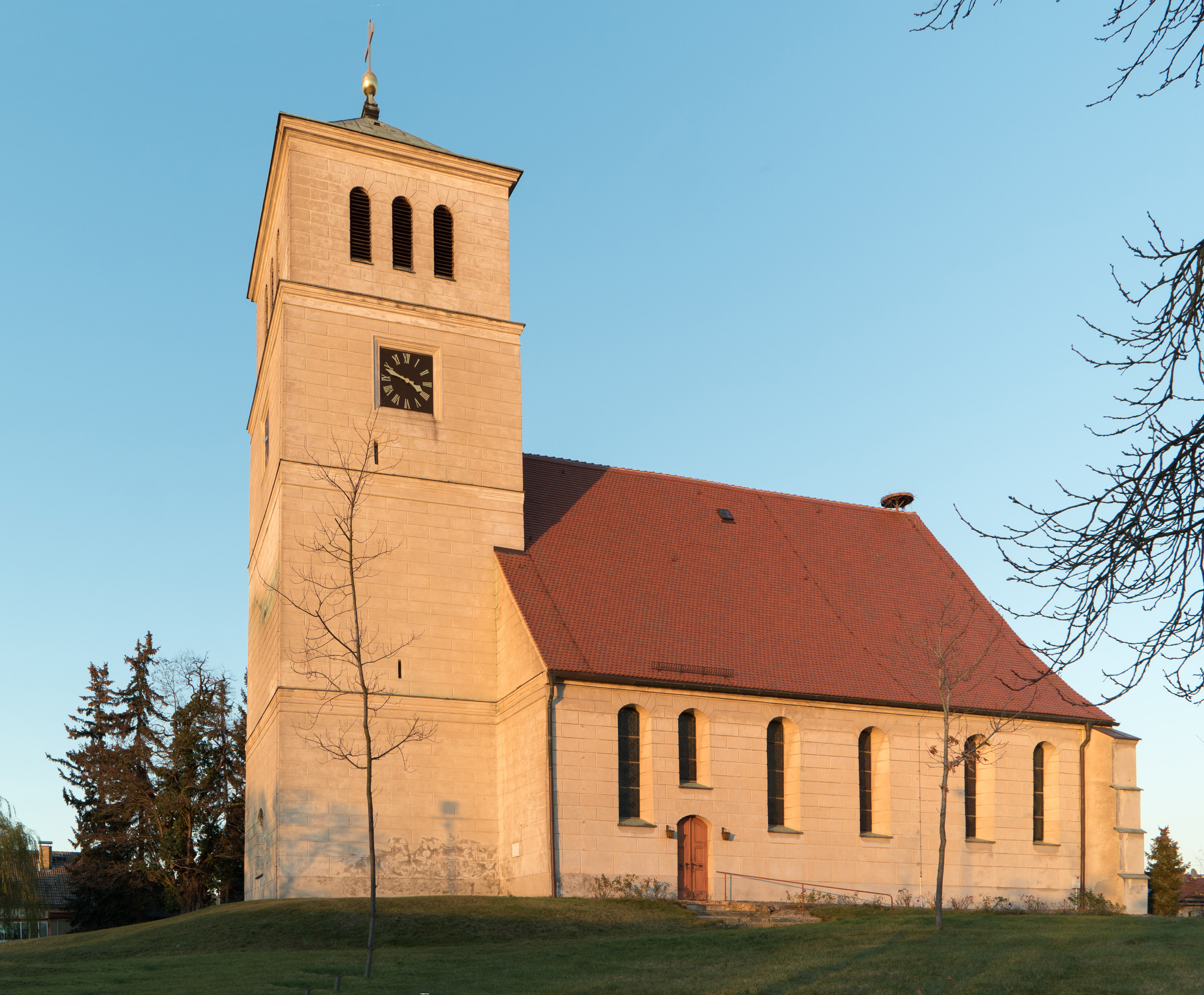
Kirche St. Marien zu Schildau

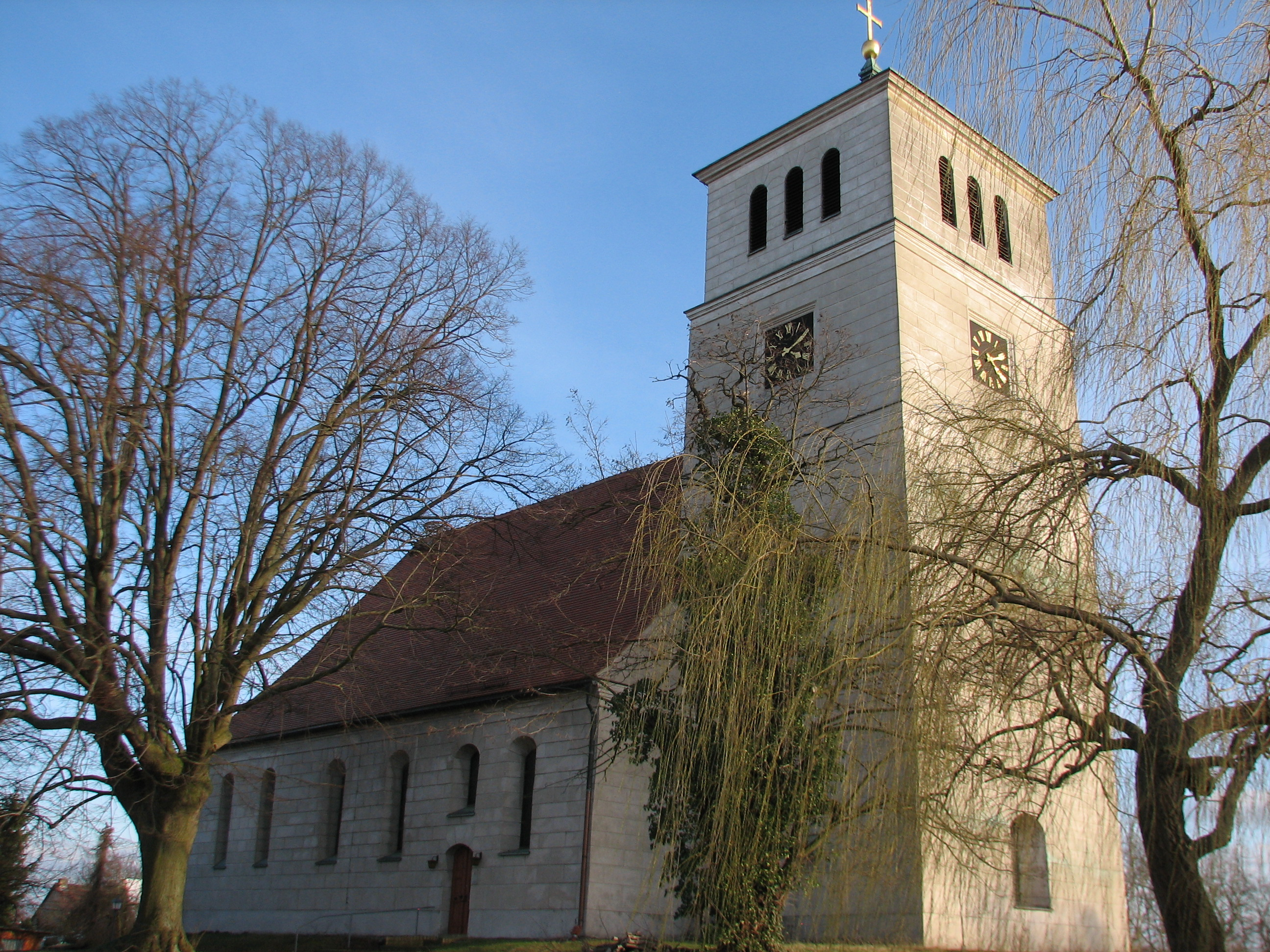
Seitenansicht

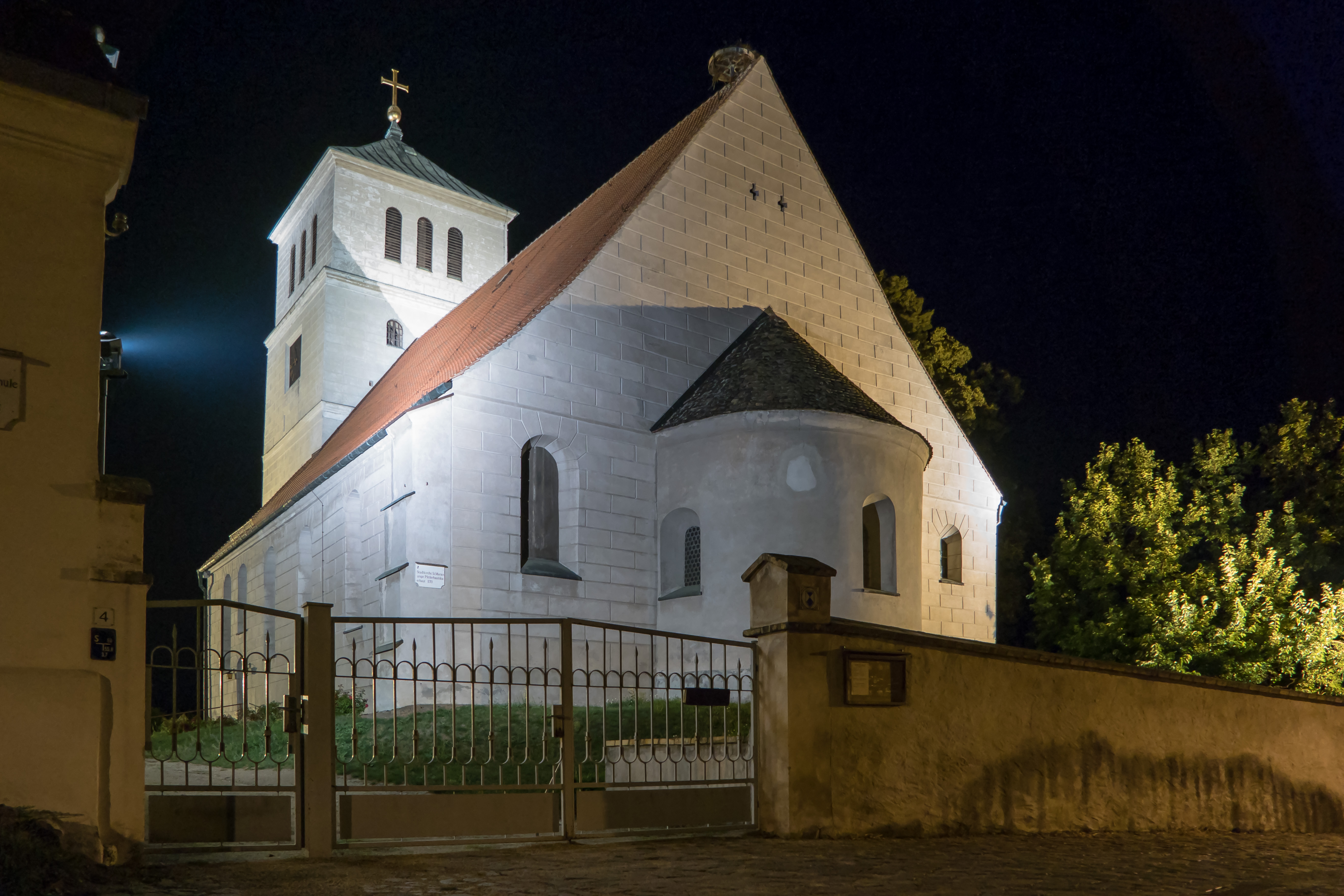
Kirche Schildau bei Nacht

Die Kirche St. Marien ist ein Kirchengebäude in Schildau, Ortsteil von Belgern-Schildau, im sächsischen Landkreis Nordsachsen. Ihre erste urkundliche Erwähnung war im Jahr 1198, ihre Kirchengemeinde gehört zum Kirchenkreis Torgau-Delitzsch der Evangelischen Kirche in Mitteldeutschland.

## Gestalt und Entwicklung
Der quadratische Kirchturm mit vier Stockwerken, Pyramidendach und einer Wandstärke im Erdgeschoss von 1,60 Meter ist der älteste Teil des Sakralbaus. Sein Eingang lag auf der Ostseite des ersten Stockwerkes und konnte nur mit einer Leiter erreicht werden, was für seine ursprüngliche Nutzung als Wehrkirche spricht. An den Turm wurde um das Jahr 1170 die spätromanische Basilika angebaut. Aus dieser Zeit stammt auch der im Inneren der Kirche sichtbare, weit gespannte romanische Bogen in der Ostmauer des Turmes.
Das Gotteshaus war ursprünglich eine dreischiffige Basilika: Es gab zwischen dem höheren Mittelschiff und den beiden niedrigeren Seitenschiffen je vier Arkadenbögen auf sich abwechselnden Pfeilern und Säulen. Über ihnen waren im Obergadenbereich des Mittelschiffes unterhalb der flachen Holzdecke vier Fenster eingebaut, die Tageslicht einließen.
Der Baukörper ist ein Bruchsteinbau mit Putzquaderung, die Apsis hat Glattputz, bemerkenswert sind des Weiteren die Strebepfeiler an der Südostecke und die Korbbogenfenster.
An- und Umbauten erfolgten im 13. Jahrhundert, in der zweiten Hälfte des 15. Jahrhunderts, in der ersten Hälfte des 17. Jahrhunderts (Erhöhung und Verlängerung der Seitenschiffwände), Ende des 17. Jahrhunderts/Anfang des 18. Jahrhunderts, Ende des 18. Jahrhunderts sowie im 19. Jahrhundert. Von 1783 bis 1784 wurde der Dachstuhl erhöht, und von 1829 bis 1833 gab es Restaurierungsarbeiten. Folgende Baustile sind zu finden: Romanik, Gotik, Barock und Klassizismus.

## Innengestaltung

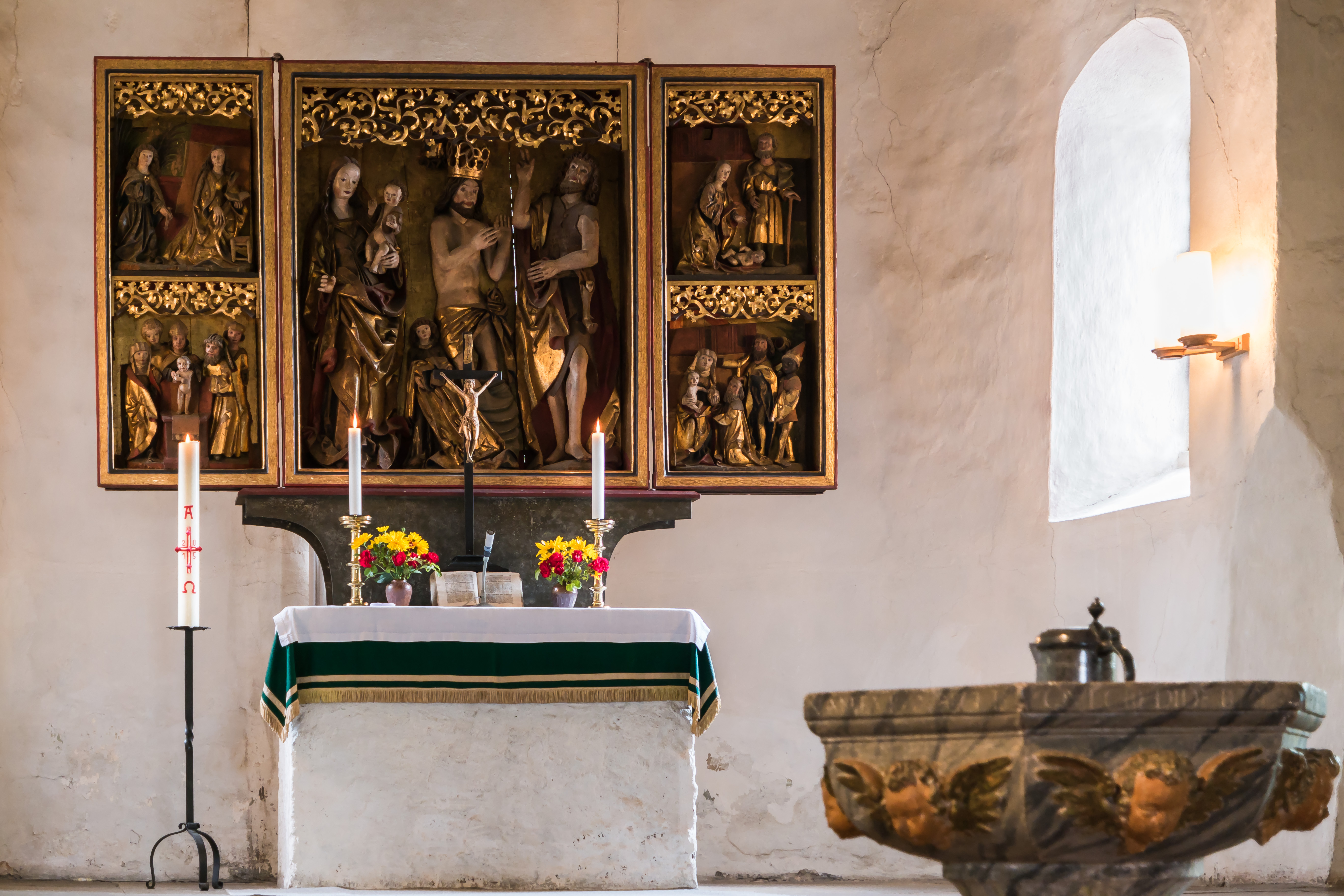
Schnitzaltar

Umbauten im 15. Jahrhundert, vermutlich zur Beseitigung der Zerstörungen von den Hussiten, schufen den Kirchenraum in seiner heutigen Erscheinung: Die Säulen wurden entfernt, die Obergadenfenster vermauert und ein Kreuzrippengewölbe eingezogen. Es entstand eine Stufenhalle, die Gewölbezonen des höheren Mittelschiffs und der niedrigeren Seitenschiffe überlappen einander in der Höhe. Eins der Obergadenfenster über dem Kreuzrippengewölbe ist zur Besichtigung freigelegt worden. Dort ist ein Holzrahmen sichtbar, der einst zur Befestigung der als „Fensterglas“ genutzten Pergamenthaut diente. Ein alter Säulenrest trägt im Chorquadrat den Renaissance-Taufstein.
Die Seitenschiffe sind flachgedeckt (romanische Kämpferplatten), eine Empore ist an der Westwand und den Seitenschiffen angebaut.
Die Sakristei in der Nordwand des Chorquadrates und der Flügelaltar stammen aus dem 15. Jahrhundert. Die Vorderseite des Altars zeigt geschnitzte Darstellungen der Jesusgeschichte sowie des Marienlebens, auf der Rückseite sind in Gemälden die Heiligen St. Martin, St. Katharina, St. Ursula und St. Maria Magdalena abgebildet.

## Orgel
Die Orgel wurde von Mathias Vogler aus Naumburg (Saale) 1805 geschaffen. Sie hat 20 Register auf zwei Manualen und Pedal. Das Instrument wurde 1939 umgebaut und 2003 restauriert vom Mitteldeutschen Orgelbau A. Voigt.

## Geläut
Das Geläut der Kirche gehörte zu den Bronze-Kirchenglocken-Ensembles aus der Zeit vor dem Ersten Weltkrieg. Sowohl im Ersten als auch im Zweiten Weltkrieg mussten wegen der staatlich angeordneten „Metallspende“-Aktionen historische Glocken abgegeben werden, so dass nur die Glocke aus dem Jahr 1741 verblieb.
Das Geläut besteht aus folgenden drei Glocken:
- Große Glocke 1 mit Grundton e′, Ersatz-Glocke, aus dem Jahr 1970                                                                                        Volles Geläut
- Mittelgroße Glocke 2 mit Grundton g′, historische Glocke aus dem Jahr 1741
- Kleine Glocke 3 mit Grundton h′, Ersatz-Glocke, aus dem Jahr 1970

Die drei Glocken hingen an gekröpften Stahljochen, bis es im Jahr 2009 Schwierigkeiten gab. Auch wurden an der ältesten Glocke Risse am Joch entdeckt. Die alten Joche wurden daraufhin ausgebaut und ersetzt.
Die Mittelgroße Glocke 2 hängt an einem gekröpften Holzjoch, die  große Glocke 1 und die kleine Glocke 3 hängen an einem geraden Stahljoch. 

## Varia

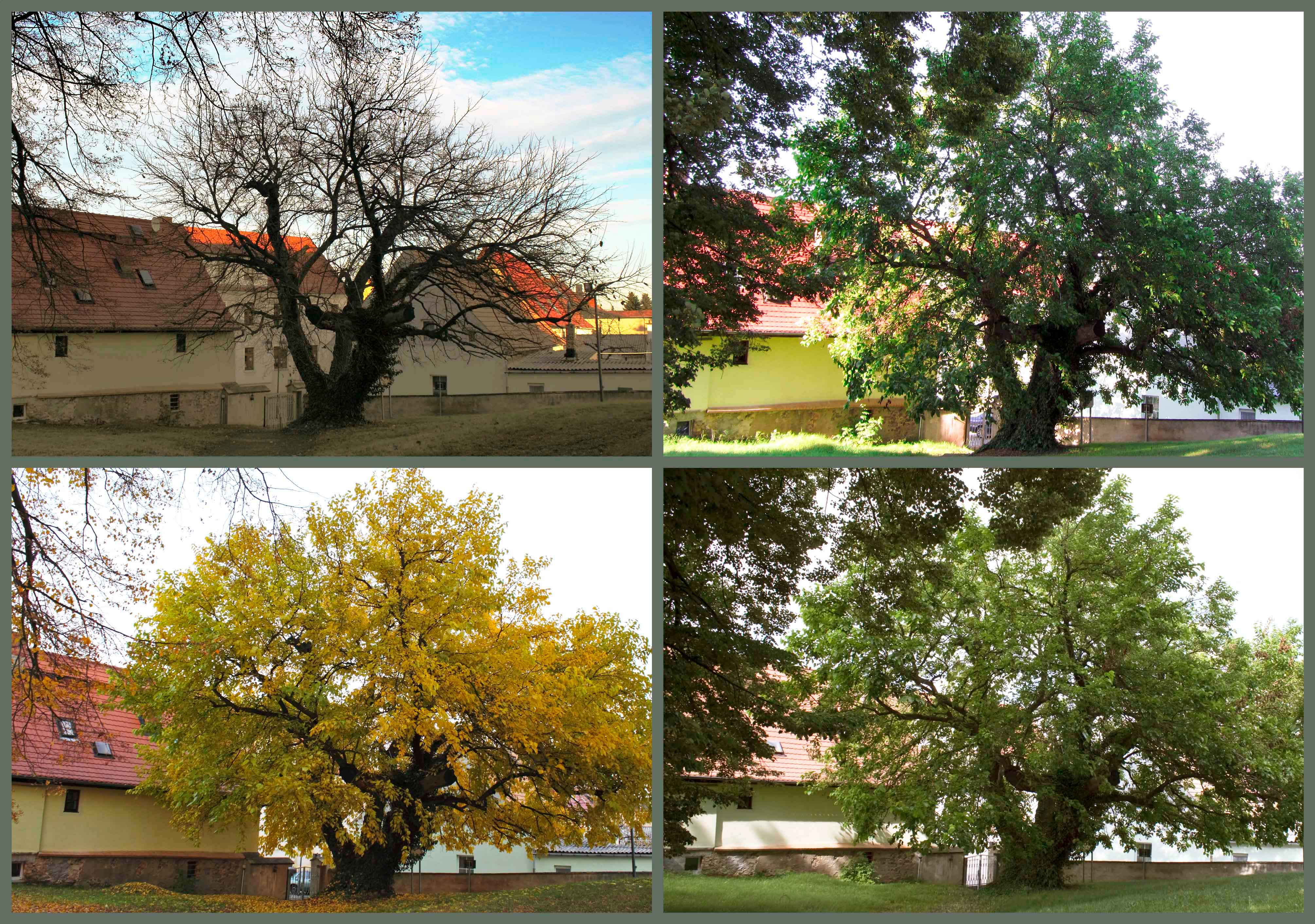
Der Maulbeerbaum von 1518 im Wechsel der Jahreszeiten

- In der Sakristei steht, eingepasst in die Nordapsiswand, ein hölzernes Kleinod – ein Schrank aus langfasrigem Nadelschnittholz, womöglich der einzig original erhaltene aus dem 15. Jahrhundert im Freistaat Sachsen.
- Der in den Fußboden der Sakristei eingelassene Kirchenkasten mit fünf Schlössern und die mittelalterliche Piscina haben Seltenheitswert.
- Auf dem die Kirche umgebenden, bis 1913 genutzten historischen Friedhof steht ein Maulbeerbaum, der nachweislich im Jahr 1518 gepflanzt wurde.[4] Es handelt sich jedoch – trotz der in und um Schildau vertretenen Ansicht – nicht unbedingt um den ältesten Maulbeerbaum in Deutschland; der sogenannte tausendjährige Maulbeerbaum im Garten der Benediktinerabtei Brauweiler ist zwar wohl keine tausend Jahre alt, könnte aber älter sein als der in Schildau.[5]